# Velocipéd

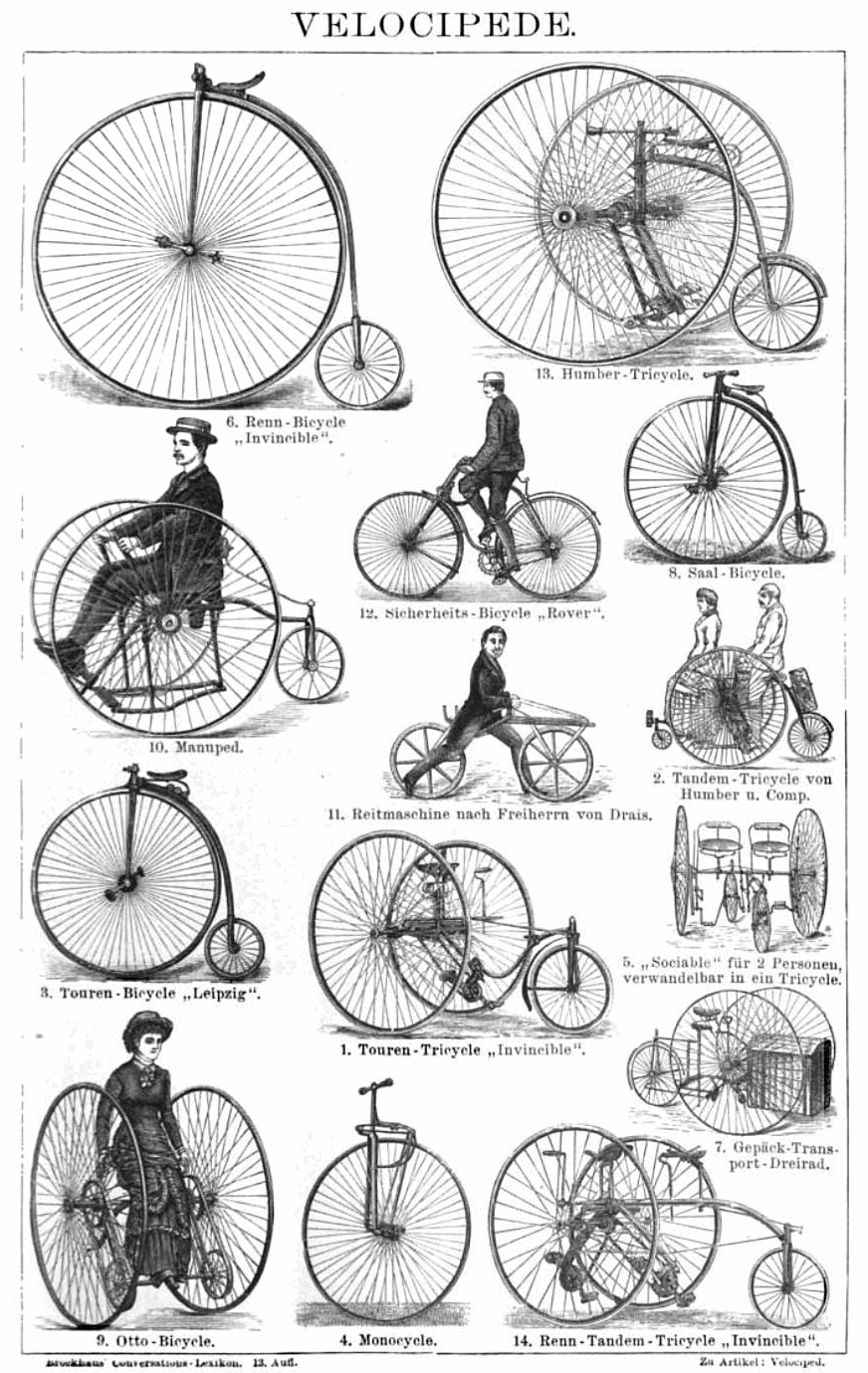
Velocipédy z roku 1887, německá encyklopedie

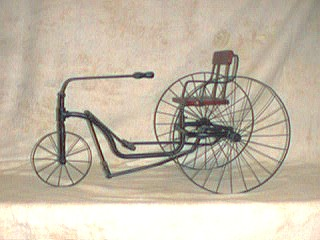
Velocipéd z roku 1880

Velocipéd (latinský výraz pro „rychlou nohu“) je starší termín pro různé předchůdce dnešního jízdního kola – bicyklu, tricyklu (tříkolky) a quadracyklu, které byly vyvinuty mezi lety 1817 a 1880. V aktuální české legislativě je takovým všeobjímajícím termínem, zahrnujícím i koloběžku a jízdní kolo. Pod termín jsou dnes zahrnována i některá vozidla s pomocným motorem.

## Historie
Jízdní kolo bylo vynalezeno Karlem Draisem v roce 1817 v Karlsruhe v dnešním Německu. O velocipéd se v roce 1818 zajímal i Nicéphore Niépce.